# 티머루 티슬 AFC
티머루 티슬 AFC(Timaru Thistle Association Football Club)뉴질랜드 티머루에 있는 축구단이다.